# Кверчета (Пистоја)
Кверчета је насеље у Италији у округу Пистоја, региону Тоскана.
Према процени из 2011. у насељу је живело 55 становника. Насеље се налази на надморској висини од 130 м.